# Самгородська волость
Самгородська волость — адміністративно-територіальна одиниця Бердичівського повіту Київської губернії з центром у містечку Самгородок.
Станом на 1886 рік складалася з 7 поселень, 7 сільських громад. Населення — 5410 осіб (2799 чоловічої статі та 2611 — жіночої), 440 дворових господарств.
|                     | Площа, десятин | У тому числі орної, десятин |
| ------------------- | -------------- | --------------------------- |
| Сільських громад    | 3640           | 2861                        |
| Приватної власності | 6681           | 5212                        |
| Іншої власності     | 209            | 147                         |
| Загалом             | 10530          | 8220                        |

Поселення волості:
- Самгородок — колишнє власницьке містечко при річці Десна за 45 верст від повітового міста, 1056 осіб, 141 двір, православна церква, каплиця, католицький костел, синагога, єврейський молитовний будинок, постоялий двір, 5 постоялий будинків, базари через 2 тижня, 2 водяних млини, цегельний завод. За 45 верст — залізнична станція Голендри.
- Воскодавинці — колишнє власницьке село при річці Десна, 343 особи, 41 двір, православна церква, постоялий будинок, 2 водяних і 2 вітряних млини.
- Збараж — колишнє власницьке село при річці Десна, 520 осіб, 71 двір, православна церква та постоялий будинок.
- Лопатин — колишнє власницьке село, 329 осіб, 38 дворів, каплиця, постоялий будинок, водяний млин.
- Сошанське — колишнє власницьке село при річці Десна, 523 особи, 71 двір, православна церква та постоялий будинок.